# سرگودها چهاونی
سرگودها چهاونی (به انگلیسی: Sargodha Cantonment) یک منطقهٔ مسکونی در پاکستان است که در پنجاب واقع شده‌است.